# Dooley’s
Dooley’s — немецкий сливочный ликёр, сочетающий ирис и водку. Выпускается немецкой семейной компанией The Kirkwood Group в городе Эккернфёрде. Разливается в красно-синие непрозрачные бутылки. Ликёр имеет кремовый цвет.

## Ингредиенты
- Водка
- Сливки
- Сахар
- Молоко
- Специи
- Карамельный сироп

Крепость ликёра от 17 % до 28 %.

## Коктейли с ликёром Dooley's
1. Коктейль "Blonde Angel"
Ингредиенты:
- 40 мл белого шоколада Dooley’s
- 2 шарика ванильного мороженого
- 250 мл апельсиновой содовой

Приготовление:
Поместите ванильное мороженое и белый шоколад Dooley’s в охлажденный хайболл и медленно наполните апельсиновой содовой.
2. Коктейль "Monkey Brain" (Обезьяньи мозги)
- 2 части анисового ликера Sumbuca
- 1 часть биттера Campari
- 1 часть Dooley's Original Toffee

Приготовление:
Тщательно смешать оба ликера в шейкере  со льдом. Отфильтровать. Сверху долить слой биттер Campari.
3. Коктейль "Mark Twan" (Марк Твен)
- 10 гр. ванильной водки
- 1 чайная ложка бананового ликера
- 45 мл. Dooley's Original Toffee

Приготовление:
Все смешивается в шейкере, отфильтроввывается в коктейльный бокал, украшается листиками свежей мяты.
3. Коктейль "Screaming" Кричащий
- 20 мл светлого рома
- 20 мл кофейного ликера Kahlua
- молоко холодное
- 1 клубника
- веточка мяты

Приготовление:
Ром с ликерами смешиваются в шейкере. Отфильтроввываются в бокал хайболл. Холодное молоко добавляется по вкусу. Украшается клубникой, мятой, ддругими фруктами.

## Производитель
Бренд Dooley’s принадлежит немецкой компании Waldemar Behn GmbH. Основной портфель компании составляют ликеры. Данная семейная компания появалась в 1982 году.
Компании также пренадлежит производство элитной водки DANZKA vodka. Также компания выпускает напиток KLEINER FEIGLING, с 20% содержанием алкоголя.

## История появления
Ликер Dooleys появился на рынке в 2000-м году. Планировалось, что новый немецкий ликер составит конкуренцию популярным Бейлису и Шеридансу. Затмить ирландские напитки немцам так и не удалось. Тем не менее, Дулейз нашел своих покупателей:  сегодня этот сливочный ликер продает в 60 странах мира.
Основателем компании и разработчиком вкуса являются Рюдиген Бен и его жена.
За основу была взята напитка была взята водка, а в качестве вкуса была выбрана конфета ириска.
Благодаря преданности Бена своему делу, за 15 лет напиток был доработан до премиального уровня. Для производства ликера используются ингедиенты высочайшего качества, такие как: бельгийские ириски, голландские сливки, водка премиального уровня.
Особенность немецкого напитка — он менее жирный и более сладкий, чем классические кремовые ликеры. Выделяется и своей упаковкой — разливается в яркие красно-синие бутылки.

## Варианты ликера Dooley's
Ликер представлен в четырех вкусовых вариантах:
- Dooley's Original Toffee- оригинальный, светло-коричневый, за основу взята конфета Toffee
- Dooley's Original Espresso- альтернатива Kahlua
- Dooley's Original Tropic Summer- ярко-желтый вариант с ароматом тропических фруктов (примечательно, что в начале идея создания такого ликера была отвергнута)
- Dooley's Original Winter Chocolate-  белого цвета с ароматом диких ягод

## Награды
- Gold Best in class The International Spirit Competitione 2006 год
- Gold Medal Superior Teste Award 2009 год
- Gold Medal LIQUEURS MASTER cream segment 2013 год
- Gold Medal World Spirit Award 2014 год